# Julius Runge

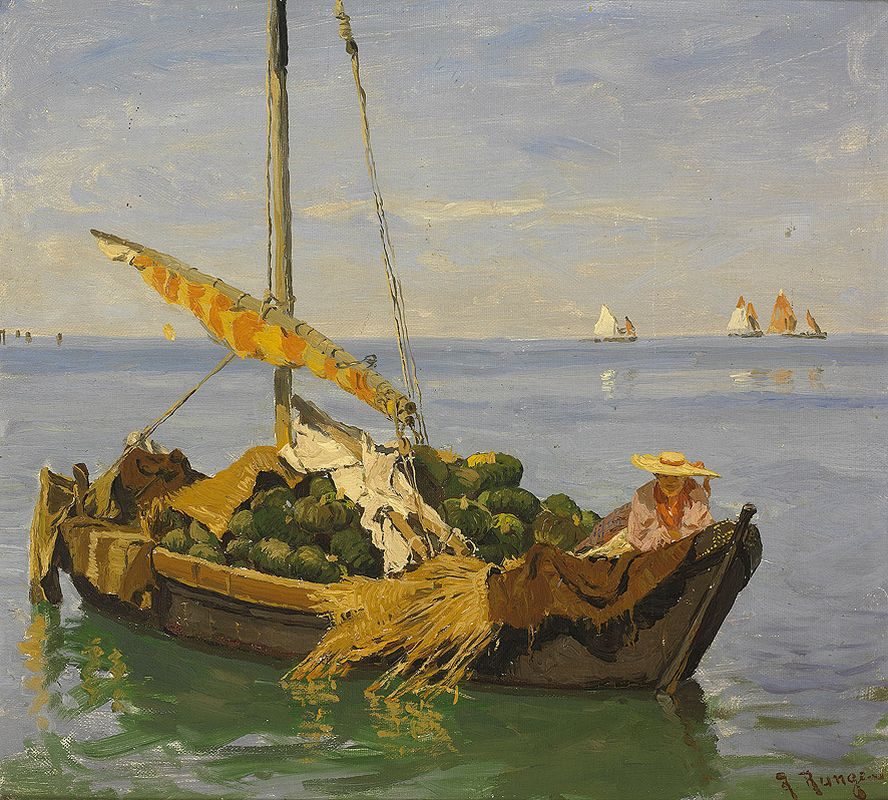
Venezianische Lagune mit Schiffen

Julius Ludwig Friedrich Runge (* 28. Juni 1843 in Röbel/Müritz; † 14. März 1922 in Lindau) war ein deutscher Marinemaler.
Runge studierte ab dem 25. April 1870 an der Königlichen Akademie der Künste München bei Michael Echter, Alexander Strähuber, Hermann Anschütz und Sándor Wagner, später ab 1874 an der Großherzoglichen Kunstschule Karlsruhe bei Hans Gude und Gustav Schönleber.
Er unternahm Studienreisen nach Norwegen, Dänemark, Italien und Palästina.
Er war seit 1880 in Hamburg tätig, wurde  Mitglied des Hamburger Künstlervereins.
Am Anfang der 1880er Jahre schloss er sich der Künstlerkolonie Skagen im Norden Jutlands an, gemeinsam mit dem schwedischen Maler Wilhelm von Gegerfelt und dem Franzosen Émile Barau (1851–1930).
Um 1890 zog er nach München um. Die letzten Lebensjahre verbrachte er in Lindau.
Er malte fast ausschließlich Seelandschaften. Er zeigte seine Werke u. a. im Münchener Glaspalast.